# Ludmila Eleková
Ludmila Eleková (*1966) je česká lékařka, která se věnuje alternativní medicíně, zejména homeopatii a „alternativní výživě“.

Je aktivní odpíračkou očkování, díky čemuž se stala symbolem českého antivakcinačního hnutí.

## Vzdělání
Ludmila Eleková studovala medicínu na fakultě všeobecného lékařství Univerzity Karlovy, promovala roku 1990. Získala atestaci v oboru všeobecného lékařství a od roku 2001 pracovala jako praktická lékařka pro dospělé. V roce 1993 začala studovat homeopatii a od roku 1999 ji praktikuje. Od roku 2007 se věnuje pouze alternativní léčbě.
Nemá žádné vlastní vědecké publikace, nevyvíjí vědeckou a výzkumnou činnost.

Na svých internetových stránkách sdělila, že je členkou výboru České lékařské homeopatické společnosti. Web ČLHS ji však neuváděl mezi homeopaty, ale přímo ve výboru společnosti.

## Kritika

### Odmítání očkování
Po reakci jejího syna se Eleková samostudiem začala zajímat o vedlejší účinky očkování.
Tvrdí že:
- „po přidání hliníku a rtuti do vakcín se nikdo neobtěžoval testovat jejich toxicitu“[7] přes to, že vakcíny musí být klinicky testované.[10]
- „vlastně nikdo, možná ani výrobce neví, co všechno ve vakcínách je“.[7][11] Vakcíny provází kompletní informace o přípravku s detailními instrukcemi pro bezpečné používání léčivého přípravku nutná k jejich registraci.[10][12]
- „podle studií hliník zasahuje stejné oblasti mozku.“[7] Elekovou odkazovaná studie však byla zpochybněna.[13]
- „očkování děti zabíjí. Já to klidně takhle natvrdo řeknu, protože je to prokázané studiemi.“[7][3] Obě studie, které Eleková zmiňuje, se týkají zemí třetího světa. První z nich nepojednává o úmrtí dětí v souvislosti s očkováním a druhá je velmi nízké kvality bez důkazu o takovém tvrzení.[14][15][6]
- „idea očkování je lákavá, ale prostě to nefunguje.“[7] Toto je nepodložené tvrzení, které je v rozporu se současnými vědeckými závěry.[16]

#### Očkování a autismus
Ludmila Eleková je zastánkyní tvrzení, že očkování způsobuje autismus. Toto tvrzení je však vědecky vyvrácený mýtus – „mýtus, který v oblasti medicíny napáchal nejvíce škody za posledních 100 let“. Vědecké studie a meta-analýzy publikovaných dat opakovaně ukázaly, že mezi vznikem poruch autistického spektra a očkováním neexistuje příčinná souvislost.

#### Stanovisko České lékařské komory
ČLK považuje zpochybňování přínosu očkování ze strany lékařů za postup „non-lege artis“, tedy za postup v rozporu s nejvyšším dosaženým vědeckým poznáním. Lékař, který zpochybňuje přínos očkování nebo dokonce odmítá provádět očkování, tak porušuje nejenom Zákon č. 372/2011 Sb., o zdravotních službách a podmínkách jejich poskytování (§ 4, odst. 5), ale také Etický kodex ČLK (§ 2 odst. 1) a Úmluvu o lidských právech a biomedicíně (článek 4).
Podle prezidenta ČLK Milana Kubka názory doktorky Elekové nejsou důvodem k jejímu vyloučení:

„Zatím nepřišla pacientská stížnost, která by popisovala konkrétní poškození pacienta a byla důvodem k zahájení disciplinárnímu řízení. Jako lékařská komora nechceme být inkvizice, která udělá z doktorky Elekové mučedníka. V okamžiku, kdy se objeví stížnost popisující konkrétní poškození, nebudeme se rozpakovat kohokoliv vyloučit.“

#### Bludný balvan
Roku 2013 Český klub skeptiků Sisyfos udělil Ludmile Elekové zlatý Bludný balvan „za udatné tažení proti očkování“. Eleková si cenu odmítla přebrat s tím, že „Sisyfos je z celospolečenského a právního hlediska stejně (ne)významný jako jakýkoli jiný zájmový spolek“ a mělo by jí být nabídnuto členství (ve spolku), protože nepřijala „zažitou mytologii a očkování podrobila skeptickému zkoumání.“

## Anketa Lékař roku
Roku 2015 Ludmila Eleková zvítězila v anketě Lékař roku ziskem 786 hlasů. Tato anketa má podle organizátorů, Unie pacientů ČR, zvyšovat prestiž lékařského povolání a současně „dát pacientům i odborné veřejnosti možnost ocenit nejen odborné, ale i lidské kvality těch, které pečují o naše zdraví“.
Výsledky ankety byly pravděpodobně zmanipulovány příznivci odmítání očkování prostřednictvím sociálních sítí. Zatímco organizátoři si za výsledkem ankety stáli s tím, že Eleková získala od pacientů „nezpochybnitelné hlasy“, např. docent Rastislav Maďar, epidemiolog, prezident Fóra infekční, tropické a cestovní medicíny prohlásil:

„Pro medicínský svět je MUDr. Eleková symbolem pavědy a neodbornosti. Některé její mediální výroky hraničí s trestním činem šíření poplašné zprávy. Práce lékařů se posuzuje podle úplně jiných kritérií, než je anketa, ve které může hlasovat kdokoliv, kdo u daného lékaře ani nikdy nebyl.“
Anketu kritizoval i profesor Štěpán Svačina, předseda České lékařské společnosti Jana Evangelisty Purkyně:

„Česká lékařská společnost jménem svých 35 tisíc členů veřejně na tiskové konferenci jasně řekla, že je třeba z hlediska vědy udržet proočkovanost dětí nad 90 %. Aby hlavní odpůrce očkování, doktorka Eleková, získal od podivné organizace cenu Lékař roku je opravdu až humorný příběh.“

## Dílo
- Doba jedová 2[26], 2012 (jako spoluautorka)[26]
- Očkování, jeho účinky, následky a jejich léčba I.[27], 2013
- Očkování, jeho účinky, následky a jejich léčba II.[28], 2013
- Buďme zdraví lékařům navzdory[29], 2018
- Buďme zdraví lékařům navzdory 2[30], 2019